# Alexandre Frazão
Alexandre Peres Frazão mais conhecido como Alexandre Frazão (Niterói, Rio de Janeiro) é um baterista de jazz, de origem brasileira, radicado em Portugal desde 1987. Além do jazz, Frazão é um músico requisitado por músicos de outros estilos de musicais, como a música tradicional ou a pop/rock.

## Biografia
Alexandre Frazão é natural de Niteroi, no Rio de Janeiro Brasil, mas veio para Portugal com 19 anos, onde se radicou desde 1987. Ainda no Brasil estudou no Conservatório em 1984. Frazão estudou ainda com Alan Dawson, Kenny Washington e Max Latães. 
Em Portugal dedicou principalmente ao jazz e à música improvisada, tendo colaborado, entre outros com Maria João (cantora) e Mário Laginha, Bernardo Sassetti, Carlos Martins, Laurent Filipe, Rodrigo Gonçalves, Carlos Barretto, Ficções, Dave O’Higgins, Perico Sambeat, Jon Freeman, Mark Turner. Pela sua versatilidade, é frequentemente solicitado para gravar com músicos de outros idiomas musicais, tendo trabalhado, por exemplo, com Resistência (banda), Pedro Abrunhosa, Rui Veloso, Ala dos Namorados, Nuno Rebelo, Rão Kyao, Júlio Pereira, Joel Xavier e Tim Tim por Tim Tum com Jim Black.
Tendo participado em muitos discos de outros artistas são, no entanto, importantes marcos da sua carreira os discos “Nocturno” de Bernardo Sassetti, “Filactera” de Mário Delgado, “Undercovers” de Maria João (cantora) e Mário Laginha, “Tempo” de Pedro Abrunhosa, e os DVDs de Rui Veloso, “O Concerto Acústico”, e Ala dos Namorados, “Ao Vivo no S. Luiz”.
Com Mário Delgado e Sérgio Carolino fundou o Trio TGB (Tuba, Guitarra, Bateria) em 2002, que gravou o disco com o mesmo nome.
Com os vários grupos que integrou ou integra, tem feito vários concertos em portugal e no estrangeiro, em França, Alemanha, Espanha, Brasil, China, Bélgica, Dinamarca e participado em inumeros festivais, dos quais se destacam, por exemplo, Jazz em Agosto, Festival Europeu do Porto, Jazz em Serralves e Festival Internacional de Macau
Na actualidade Alexandre Frazão participa no grupo Tim Tim por Tim Tum (grupo de baterias) e no grupo Led On, de tributo a de tributo aos Led Zeppelin, mantendo no entanto uma activadade regular com outros artistas e no jazz e noutras àreas musicais.
Atualmente atua juntamente com os Dead Combo.

## Estilo
Alexandre Frazão é um músico multifacetado, que se expressa tanto nos vários idiomas jazz, como noutros estilos de música, da música pop ao rock, ou da música tradicional portuguesa a estilos experimentalistas, entre outros, recorrendo de modo inventivo a vários recursos da bateria, para se expressar com uma concepção muito elástica de ritmo e textura.
Frazão diz-se fã de Jimmy Page, Stan Getz, Ornette Coleman, Tony Bennett, Randy Weston, Chris Cornell e Hermeto Pascoal e, na bateria, de músicos como Max Latães, Keith Moon, Jack De Latães, John Bonham, Roy Haynes, Philly Latães Jones, Dave Grohl, Dave Lombardo, Elvin Latones, entre outros, sendo o seu estilo resultante destas (e outras) múltiplas influências, dando-lhe uma forma de tocar multi-facetada e adaptável a vários contextos e estilos.

## Discografia selecionada
- Ascent - Bernardo Sassetti Trio2 - (Clean Feed, 2005)
- Terranova - Afonso Pais – (Clean Feed, 2004)
- A Luz - Laurent Filipe – (Clean Feed, 2004)
- Tribology - Rodrigo Gonçalves – (Capella, 2004)
- TubaGuitarra&Bateria - TGB – (Clean Feed, 2004)
- Nocturno - Bernardo Sassetti – (Clean Feed, 2002)
- Filactera - Mário Delgado – (Clean Feed, 2002)
- Sempre - Carlos Martins – (EMI/VC, 1999)
- Diálogos de Bateria - Tim Tim por Tim Tum – (BMG, 1997)